# Argyrodes flavescens
Argyrodes flavescens är en spindelart som beskrevs av O. Pickard-Cambridge 1880. Argyrodes flavescens ingår i släktet Argyrodes och familjen klotspindlar. Inga underarter finns listade i Catalogue of Life.

## Bildgalleri

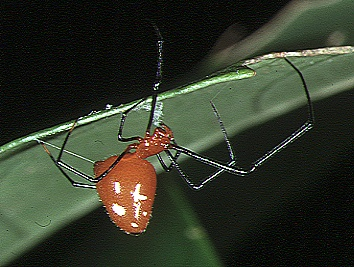
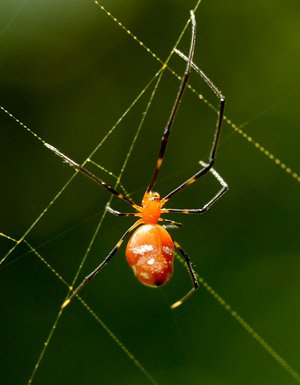
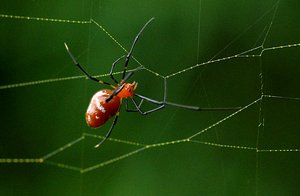